# Moenkhausia sanctaefilomenae
Moenkhausia sanctaefilomenae é uma espécie de peixe caracídeo, pertencente ao gênero Moenkhausia. É endêmica ao Brasil, ocorrendo nos estados de Pará, Minas Gerais, Mato Grosso do Sul, Tocantins, Acre, Bahia, Piauí, Paraná, Rondônia, São Paulo, Amapá, Goiás e Mato Grosso. De acordo com a União Internacional para a Conservação da Natureza, seu estado de conservação é pouco preocupante.